# Nagarjun
Nagarjun (Nepali नागार्जुन) ist eine Stadt (Munizipalität) im Kathmandutal in Nepal und gehört zum Ballungsraum Kathmandu.
Die im Nordwesten des Distrikts Kathmandu gelegene Stadt entstand 2014 durch Zusammenlegung der fünf Village Development Committees (VDCs) Bhimdhunga, Ichankhu Narayan, Ramkot, Seuchatar und Sitapaila .
Die Stadtverwaltung liegt im Verwaltungsgebäude des ehemaligen VDC Sitapaila.
Das Stadtgebiet umfasst 29,8 km².
Im Osten grenzt das Stadtgebiet an das der Hauptstadt Kathmandu.

## Einwohner
Bei der Volkszählung 2011 hatten die VDCs, aus welchen die Stadt Nagarjun entstand, 67.420 Einwohner (davon 34.064 männlich) in 16.746 Haushalten.